# Juan Ferrer Lahera
Juan Ferrer Lahera (Santiago de Cuba, 24 de agosto de 1955-La Habana, 22 de octubre de 2015) fue un deportista cubano que compitió en judo.
Participó en los Juegos Olímpicos de Moscú 1980, obteniendo una medalla de plata en la categoría de –78 kg. En los Juegos Panamericanos consiguió dos medallas, en los años 1979 y 1983.
Ganó dos medallas en el Campeonato Panamericano de Judo, en los años 1974 y 1984.

## Palmarés internacional
| Juegos Olímpicos        | Juegos Olímpicos          | Juegos Olímpicos  | Juegos Olímpicos |
| Año                     | Lugar                     | Medalla           | Categoría        |
| ----------------------- | ------------------------- | ----------------- | ---------------- |
| 1980                    | Moscú (URSS)              | Medalla de plata  | –78 kg           |
| Juegos Panamericanos    |                           |                   |                  |
| Año                     | Lugar                     | Medalla           | Categoría        |
| 1979                    | San Juan (Puerto Rico)    | Medalla de bronce | –78 kg           |
| 1983                    | Caracas (Venezuela)       | Medalla de plata  | –78 kg           |
| Campeonato Panamericano |                           |                   |                  |
| Año                     | Lugar                     | Medalla           | Categoría        |
| 1974                    | Ciudad de Panamá (Panamá) | Medalla de plata  | –70 kg           |
| 1984                    | Ciudad de México (México) | Medalla de oro    | –78 kg           |